# Amulette
Cet article possède un paronyme, voir Allumette.
 (décembre 2018).
Si vous disposez d'ouvrages ou d'articles de référence ou si vous connaissez des sites web de qualité traitant du thème abordé ici, merci de compléter l'article en donnant les références utiles à sa vérifiabilité et en les liant à la section « Notes et références ».

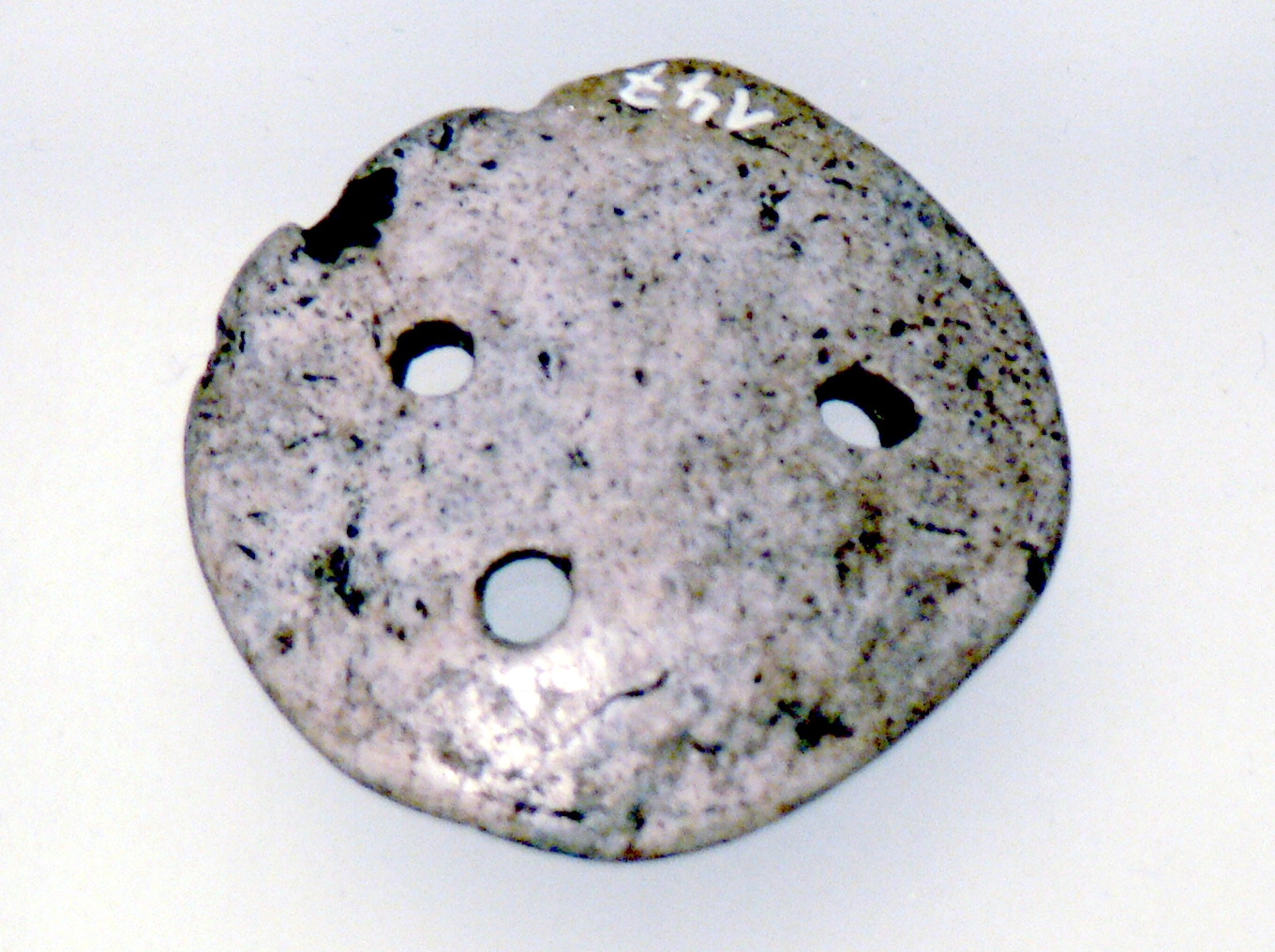
Amulette de l'époque de La Tène (musée archéologique de Gunzenhausen, en Bavière).

Une amulette est un objet que l'on porte sur soi et auquel on accorde des vertus de protection ou qui porte chance. Les amulettes varient énormément selon le lieu, l'époque ou la religion.
Il ne faut pas confondre les amulettes avec les talismans. Les premières visent à se protéger (les amulettes de protection ont des fonctions apotropaïques et prophylactiques) tandis que les seconds peuvent avoir des fonctions supplémentaires (obtenir des pouvoirs magiques offensifs).
Pour certains auteurs, il convient de distinguer une amulette du talisman et du pentacle.

## Formes
Une amulette peut être une gemme, une pièce, un sigil, un dessin, un pendentif, une plante, un animal, un geste, etc. 
Chaque signe du zodiaque a une gemme associée qui sert d'amulette, mais celle-ci dépend des coutumes.
Les symboles religieux en jouent souvent le rôle, que ce soit l'image d'un dieu ou un symbole représentant la divinité (comme la croix chrétienne ou l'œil d'Horus dans l'Égypte antique). Même les mots peuvent dans certains cas être utilisés, ainsi « vade retro, Satanas », (latin « va-t-en, Satan ») pour chasser le Mal ou la malchance.
Les amulettes sont également liées à la démonologie et la sorcellerie, qui considèrent qu'une croix ou un pentagramme inversé facilite la communication avec les démons.

## Utilisation

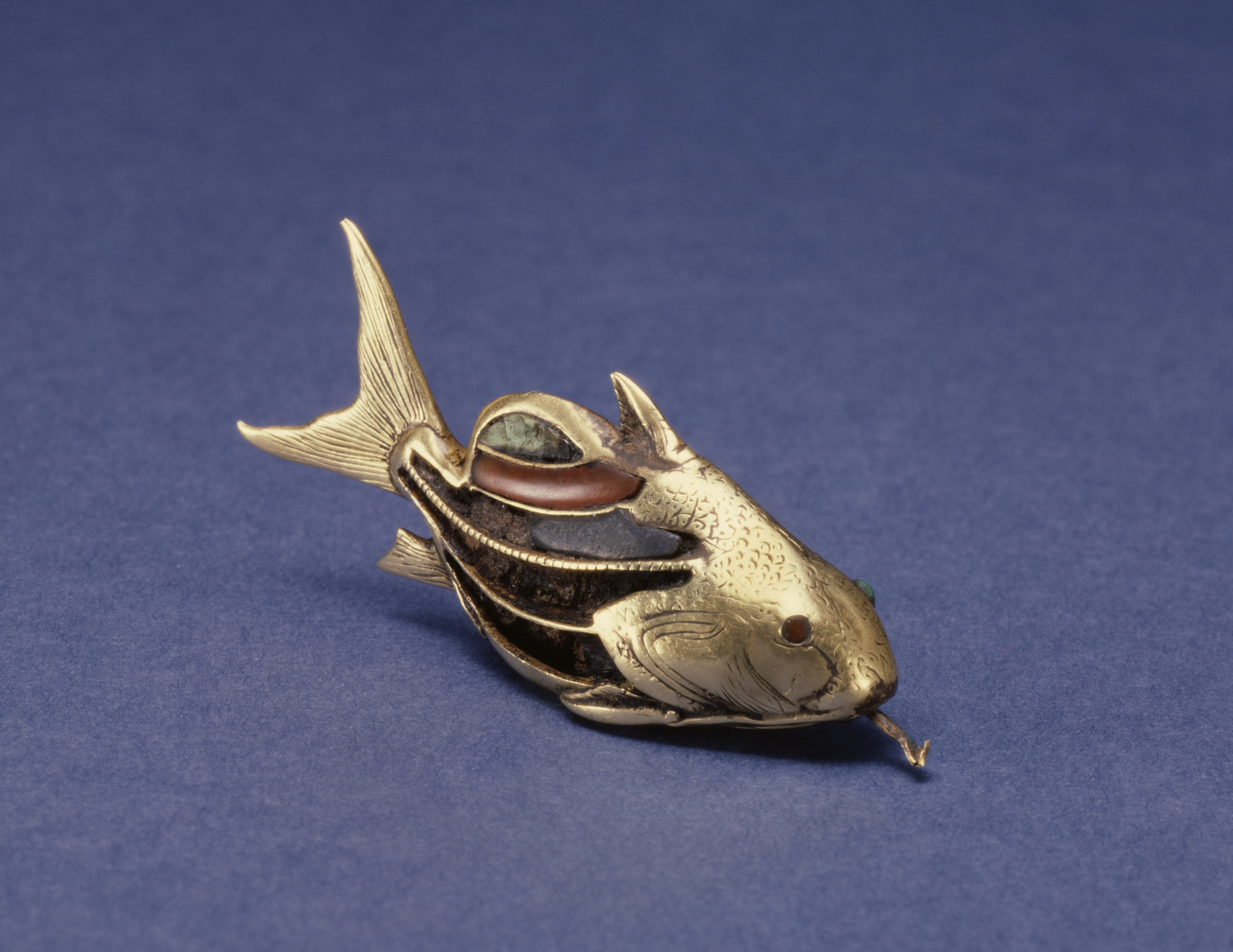
Amulette égyptienne du Moyen Empire figurant un tilapia du Nil.

Les amulettes peuvent être destinées à protéger une personne, un foyer, un immeuble ou même un village entier. Dans l'ancienne Babylone, on avait pour coutume de porter de minuscules cylindres d'argile incrustés de pierres précieuses pour tenir à distance les Mauvais Esprits.  
Les Romains, quant à eux, collectionnaient les statues de Priape, le dieu de la Chance et de la Fertilité, et de nombreux Américains, aujourd'hui encore, accrochent des fers à cheval au-dessus de leur porte pour se protéger de la malchance et des visiteurs indésirables.
Aussi loin que nous puissions remonter, toutes les sociétés avaient des amulettes. Les toutes premières n'étaient sans doute que des éclats de pierre ou de métal dont la forme et la couleur inhabituelles pouvaient suggérer des propriétés magiques .
En Asie, en Inde et en Thaïlande, on utilise encore des fragments de corail rose pour se protéger du mauvais œil, les moines bouddhistes fabriquent également des amulettes de protection auxquelles ils attribuent des pouvoirs magiques, chaque amulette aurait son propre pouvoir (chance, fortune, guérison, protection, etc.). 

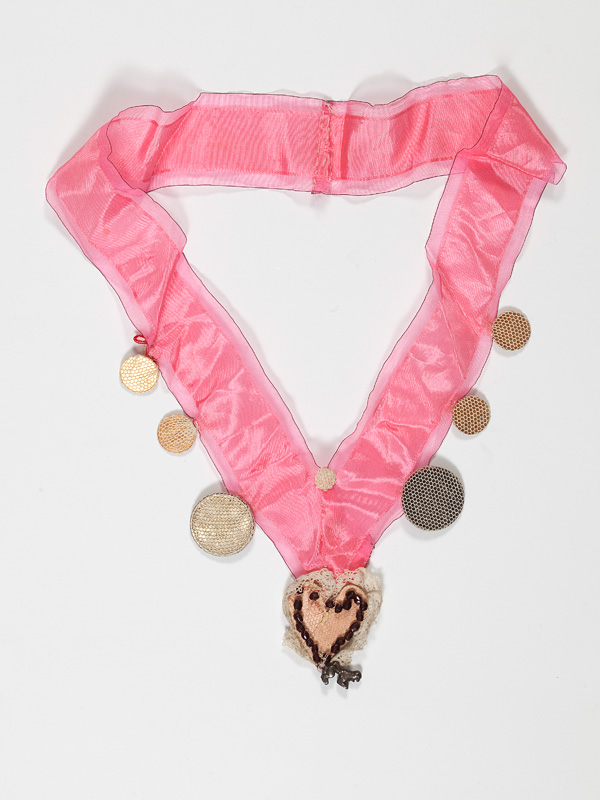
Amulette pour le Brit Milah, 1944, Bâle.

Malgré les passages dans la Torah qui condamnent la divination et la magie, les amulettes sont aussi présentes dans le Judaïsme. On y trouve des symboles juifs, comme l’étoile de David, la ménorah, la main Chamsa et les lettrages Chai (« vivant! » en hébreu) et Shaddaï (nom de Dieu). Les traditions régionales autour de la naissance des enfants comprenaient souvent des amulettes destinées à repousser le diable, le mauvais œil ou des démons comme Lilith. Les soi-disant rabbins miraculeux (Ba'al Shem) étaient chargés d'écrire des amulettes et d'invoquer les noms de Dieu et des anges gardiens. Les sages-femmes fabriquaient également des amulettes, souvent remplies d'herbes. Dans le sud de l'Allemagne, en Alsace et dans certaines régions de la Suisse, les garçons juifs portaient des colliers textiles pour leur Brit Milah. Des pièces de monnaie ou des pierres de corail accrochées à ces colliers devaient détourner le mauvais œil des garçons et servir ainsi de protection. Cette coutume a perduré jusqu'au début du XXe siècle.
Au fil du temps, il est devenu courant de fabriquer des amulettes en forme d'animaux, de symboles magiques ou encore des statuettes de dieux ou de déesses. Partout dans le monde on retrouve des images de cornes, de mains (qui symbolisent la fertilité et la vie), ainsi que des yeux dessinés ou sculptés (qui suggèrent la vigilance éternelle). Parfois aussi sont gravés des formules magiques, des sorts et des noms de divinités.
Bien qu'elles aient du succès aux quatre coins du monde, on associe souvent les amulettes aux anciens Égyptiens, qui en portaient en toute occasion, jusque dans leur tombe. Il était courant d'enterrer une momie avec des dizaines d'amulettes en forme de scarabée. Ces petites figurines de pierre devaient empêcher l'âme du défunt d'être dévorée par Ammout. Il semblerait que, plus le défunt avait été un personnage important de son vivant, plus il emportait d'amulettes-scarabées avec lui dans sa tombe. Lorsque l'on découvrit le corps du pharaon Toutânkhamon, en novembre 1922, plus de 140 scarabées étaient glissés dans les bandages qui l'enveloppaient. Mais les vivants aussi savaient s'entourer : les amulettes appelées ânkh (un hiéroglyphe symbolisant la vie) et oudjat (ou œil d'Horus) protégeaient de la mort, de la maladie et du mauvais œil.
Le pouvoir des amulettes n'est cependant pas perçu comme illimité.  Par exemple, elles ne protègent que des dangers contre lesquels elles ont été fabriquées.

## Galerie

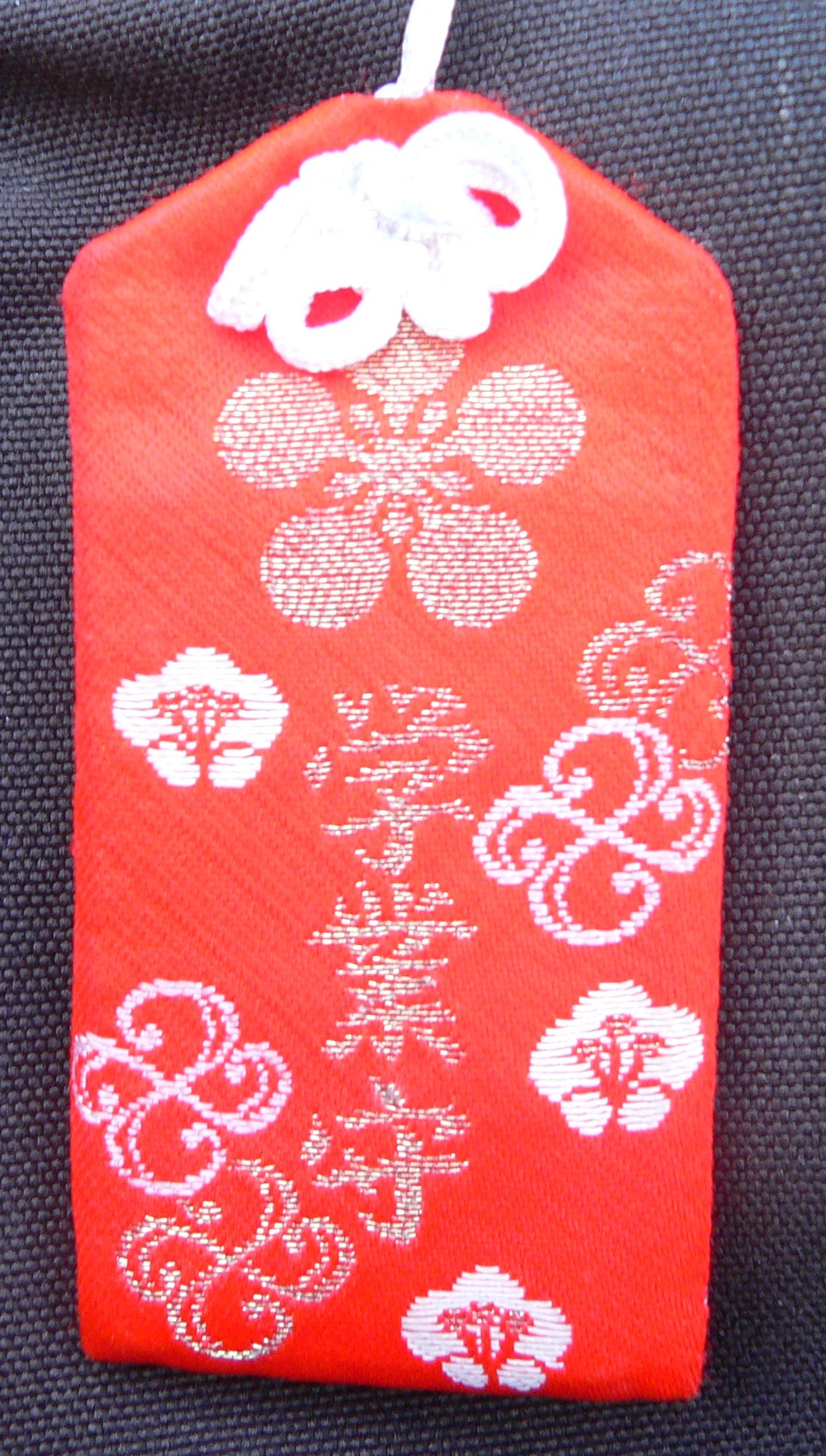
Un omamori (お守り?), une amulette japonaise.
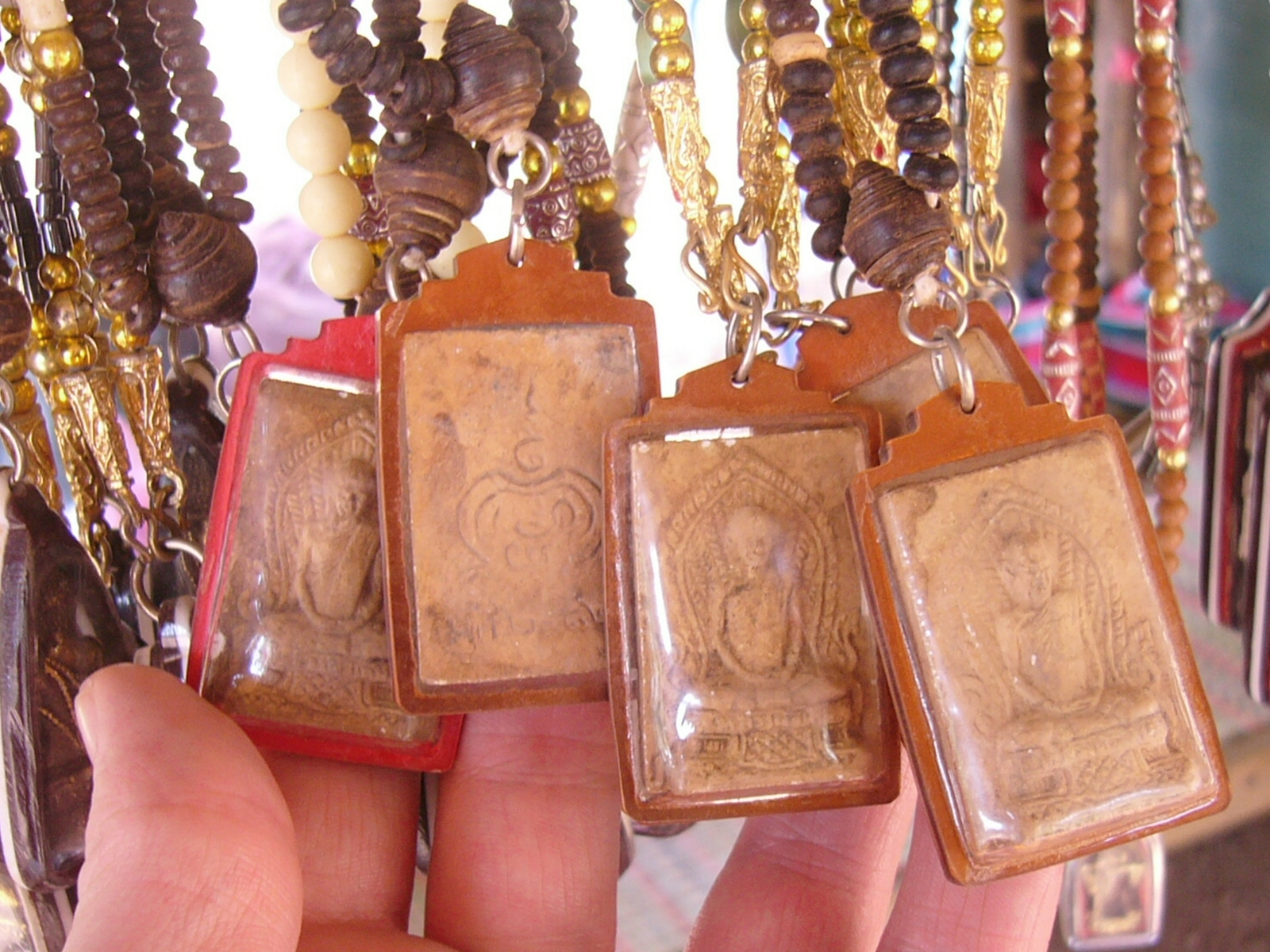
Amulettes bouddhistes en Thaïlande[6],[7],[8].
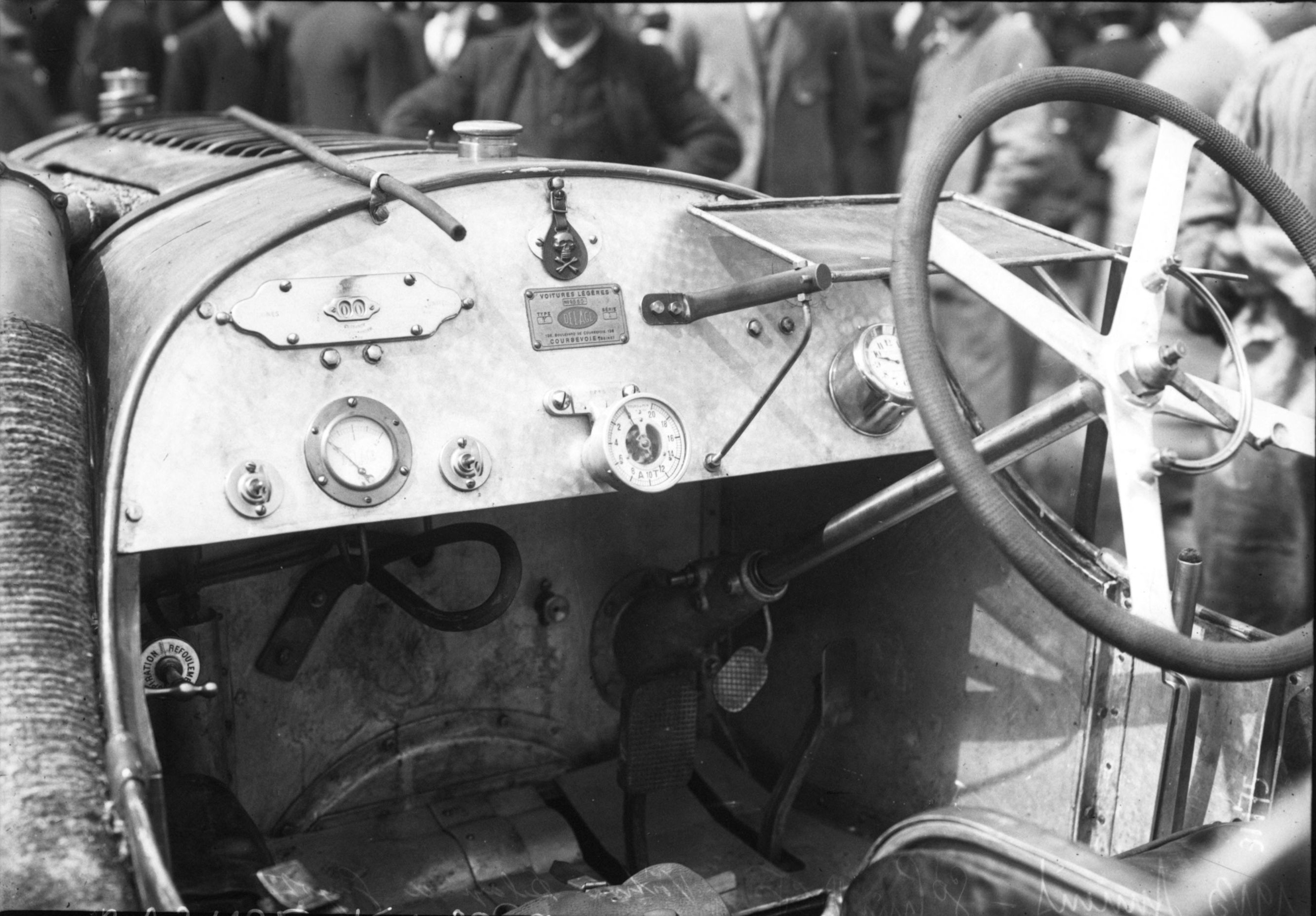
Tête de mort porte-bonheur du pilote automobile Jules Goux.
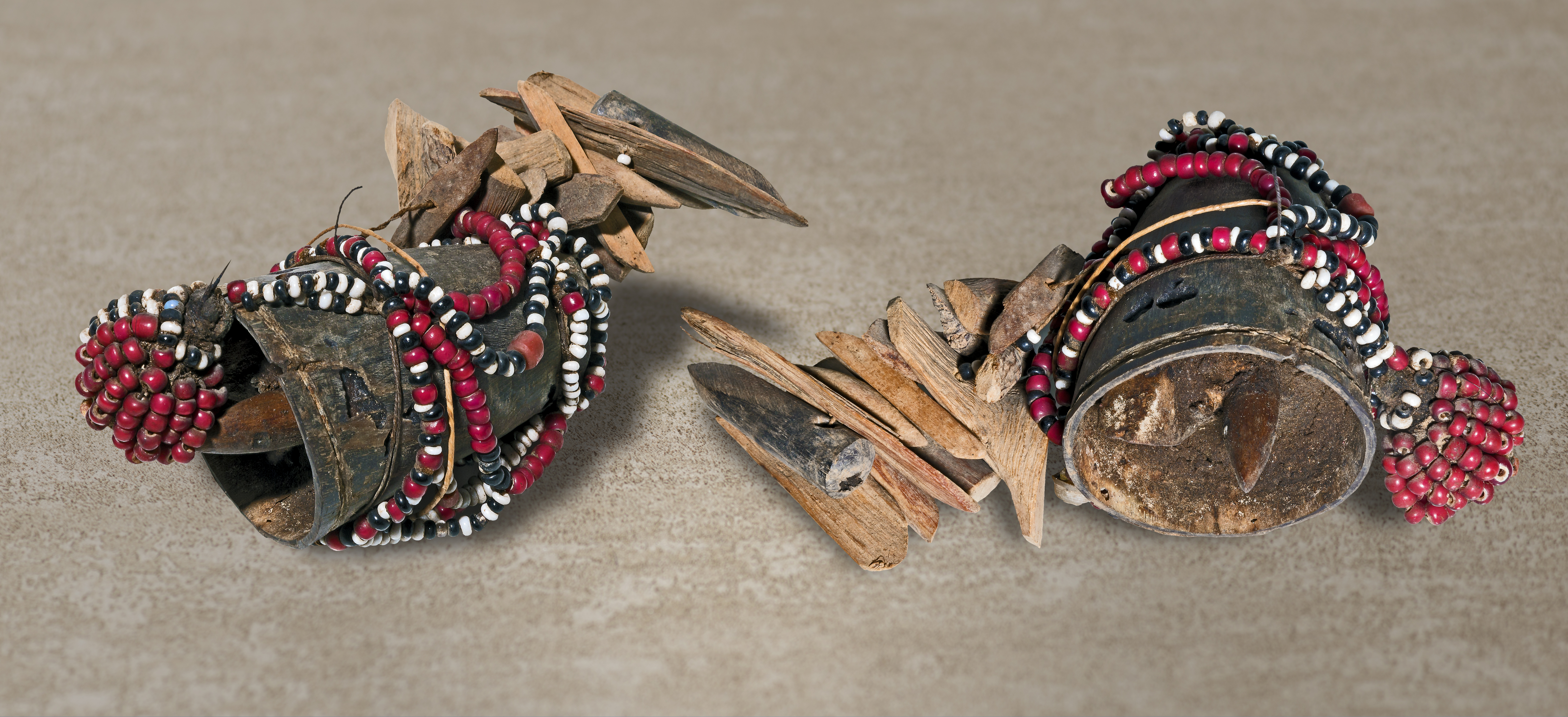
Mohara Ody  (Madagascar), Muséum de Toulouse, collection Gustave Julien[9].
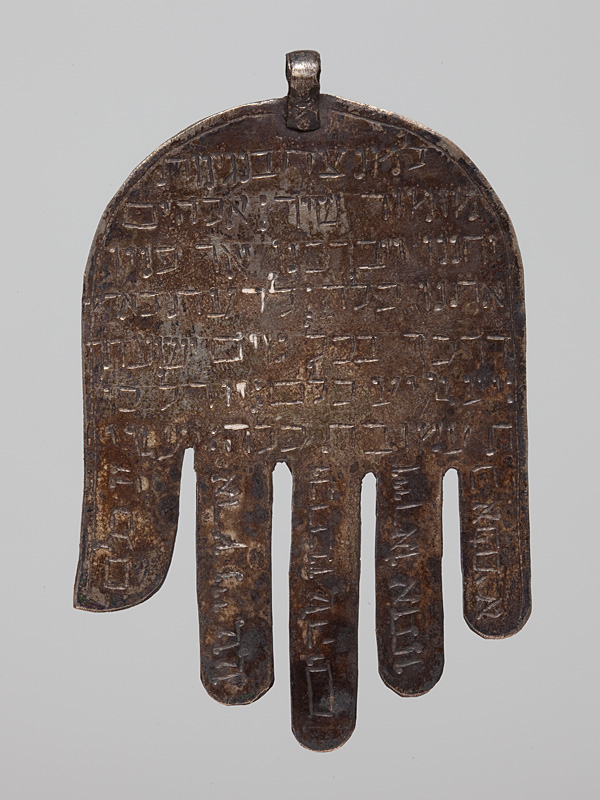
Amulette juive, musée juif de Suisse.